# روبرت دبليو. ريتشاردسون
روبرت دبليو. ريتشاردسون (بالإنجليزية: Robert W. Richardson)‏ هو مصور ومؤرخ أمريكي، ولد في 21 مايو 1910 في روتشستر في الولايات المتحدة، وتوفي في 23 فبراير 2007 في بيلفونتي في الولايات المتحدة.